# والری جارت

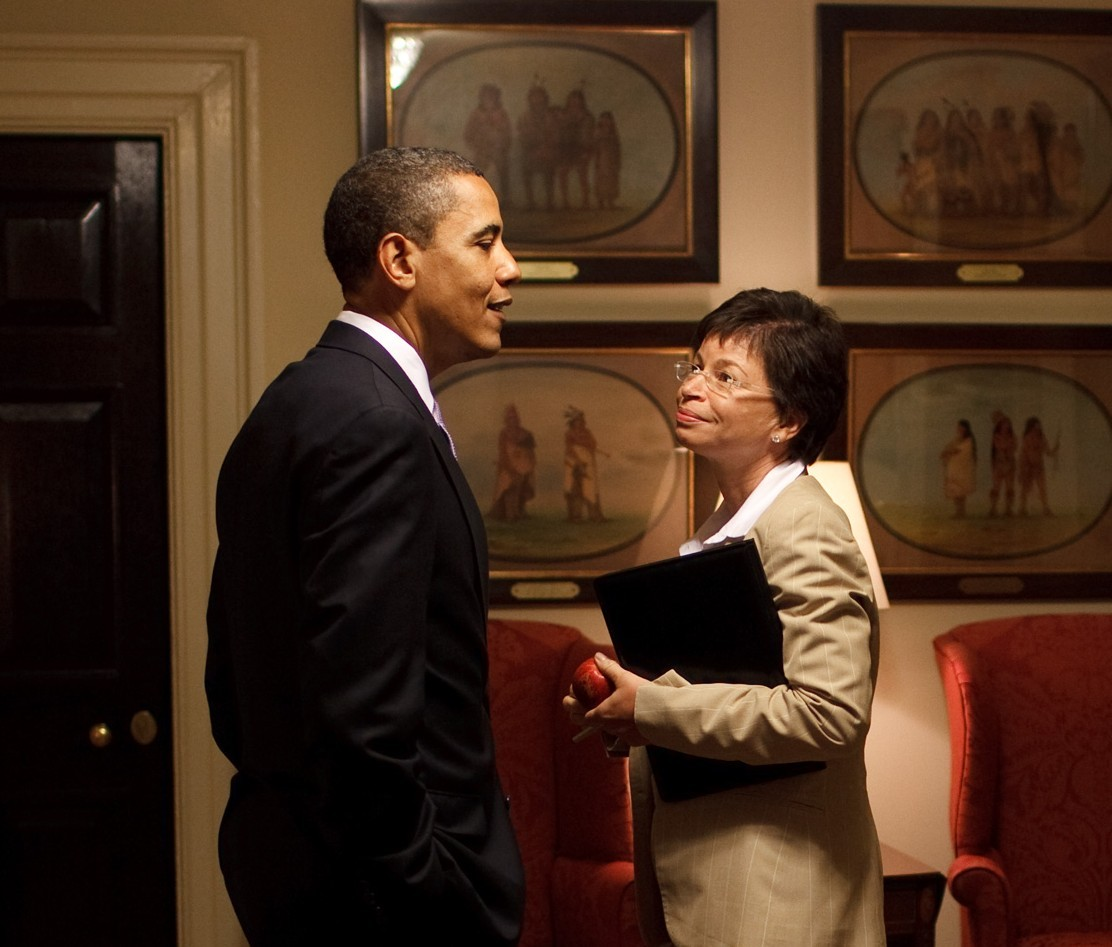
جارت و اوباما

والری بومن جارت (انگلیسی: Valerie Bowman Jarrett؛ زادهٔ ۱۴ نوامبر ۱۹۵۶شیراز)، وکیل آمریکایی مقیم شیکاگو، ایلینوی است. وی همچنین از مشاورین ارشد رئیس‌جمهور باراک اوباما بود. والری جارت از پدر و مادری آمریکایی زاده شده و متولد شهر شیراز، ایران است و تا ۵ سالگی در این شهر زندگی می‌کرده‌است.
وی در سال ۱۹۷۸ در رشته روانشناسی از دانشگاه استنفورد موفق به کسب مدرک کارشناسی شد و سپس دکترای خود را در رشته حقوق در سال ۱۹۸۱ از دانشگاه میشیگان دریافت کرد.
برخی نشریات و رسانه‌های ایالات متحده آمریکا وی را بانفوذترین مشاور باراک اوباما معرفی می‌کنند.
وی دارای دختری به نام لورا است که هم‌اکنون در حال تحصیل در رشته حقوق از دانشگاه هاروارد است.
پدر وی، جیمز بومن، از اولین پزشکان بیمارستان نمازی شیراز بوده‌است. وی خاطراتش از زندگی در ایران را، «خاطراتی بسیار شیرین» توصیف می‌کند.
جارت به سه زبان فارسی، فرانسوی، و انگلیسی صحبت می‌کند.

مشاور باراک اوباما
جارت یکی از طولانی‌ترین مشاوران و افراد مورد اعتماد اوباما بود و بطور گسترده‌ ای برای موقعیت برجسته در دولت اوباما پیشنهاد می‌شد.
در ۱۴ نوامبر ۲۰۰۸، باراک اوباما، رئیس جمهور منتخب، جارت را به عنوان مشاور ارشد رئیس جمهور و دستیار رئیس جمهور برای روابط بین دولتی و روابط عمومی انتخاب کرد. او مدیریت دفتر مشارکت عمومی و امور بین دولتی کاخ سفید و دفتر امور شهری و همچنین ریاست شورای زنان و دختران کاخ سفید و دفتر المپیک کاخ سفید را بر عهده داشت.